# В-Сибпромтранс
Акционерное общество «Восточно-Сибирского промышленного железнодорожного транспорта» (АО «В-Сибпромтранс») — предприятие промышленного железнодорожного транспорта в России.
Предприятие организовано 19 ноября 1975 года.
В структуру АО «В-Сибпромтранс» входит 3 вагоноремонтных и локомотиворемонтных депо, в которых осуществляется ремонт собственных и сторонних вагонов и локомотивов всеми видами ремонтов — от текущего до капитального. Девять филиалов предприятия находятся в Красноярском крае, Иркутской и Кемеровской области, республике Хакасия и производят транспортное обслуживание более 1000 промышленных предприятий, среди них: ОАО «Евразруда», ОАО «СУЭК», НК «Роснефть», ОК «РУСАЛ», ОАО «Енисейская ТГК (ТГК-13)», ОАО «АНХК», ОАО «РЖД», ЗАО «Полюс», ЗАО «Новоенисейская ЛХК», ОАО «ТрансКонтейнер», ОАО «ПГК», АО «АЗП» и другие.
В 2001 году АО «В-Сибпромтранс» была создана дочерняя компания-оператор «КрасОперГруз».
В состав предприятия входит 23 железнодорожные станции, в том числе одна сортировочная.
Годовой объём перевозимого предприятием груза составляет 3,7 % от всего годового объёма железнодорожных перевозок России.
На обслуживании предприятия около 1000 км железнодорожных путей, мощный парк тепловозов, вагонов и погрузочно-разгрузочной техники.
АО «В-Сибпромтранс» — один из учредителей СРО Ассоциация «Промжелдортранс».